# CSS Wilson
El CSS Wilson fue construido en Beaufort, N.C., en 1856. Sirvió a los confederados en el transporte de tropas y suministros hasta que fue capturada el 9 de julio de 1862, en Hamilton, N. C., en el río Roanoke por el USS Commodore Perry, Shawsheen y Ceres bajo el mando de Comodoro S. C. Rowan, USN.
El Wilson fue transferido el 22 de julio de 1862 al ejército para uso del gobierno de los Estados Unidos.
- Datos: Q115691250